# Nordischer Hund

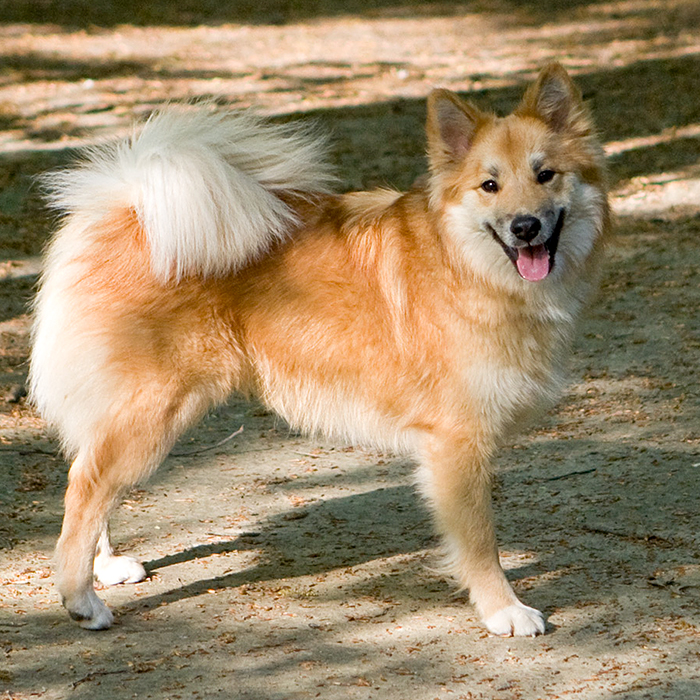
Der Islandhund gehört zu den Nordischen Hunderassen

Als Nordische Hunde werden in der FCI-Systematik eine Reihe von Hunderassen aus den nördlichen Regionen Europas, Asiens und Nordamerikas zusammengefasst. Nordische Hunde sind mittelgroße bis große Hunde von spitzartiger Gestalt mit über dem Rücken getragener oder geringelter Rute. Ihr Haarkleid besteht aus Deckhaar und doppelter Unterwolle, die vor dem arktischen Klima schützt.

## Ursprüngliche Funktion
Die Menschen der polaren Regionen züchten seit dem Altertum Hunde als Hütehund, Jagdhund und Schlittenhund. Ursprünglich waren diese Eigenschaften in einem Hund vereint erwünscht und die Menschen des Nordens waren existenziell auf die Mitarbeit ihrer Hunde angewiesen.

## Systematik
Die Nordischen Schlitten-, Hüte- und Jagdhunderassen werden von der Fédération Cynologique Internationale (FCI) in der Gruppe 5: Spitze und Hunde vom Urtyp erfasst. Sie befinden sich in den Sektionen 1 bis 3.

### Sektion 1: Nordische Schlittenhunde
- Kanadischer Eskimohund (FCI 211)
- Samojede (FCI 212)
- Alaskan Malamute (FCI 243)
- Siberian Husky (FCI 270)
- Grönlandhund (FCI 274)
- Jakutischer Laika (FCI 365)

### Sektion 2: Nordische Jagdhunde
- Jämthund (FCI 42)
- Karelischer Bärenhund (FCI 48)
- Finnischer Spitz (FCI 49)
- Norwegischer Elchhund grau (FCI 242)
- Norwegischer Elchhund schwarz (FCI 268)
- Norwegischer Lundehund (FCI 265)
- Norrbottenspitz (FCI 276)
- Russisch-Europäischer Laika (FCI 304)
- Ostsibirischer Laika (FCI 305)
- Westsibirischer Laika (FCI 306)

- Gråhund (ehemals FCI 112, gestrichen)

### Sektion 3: Nordische Wach- und Hütehunde
- Västgötaspets (FCI 14)
- Schwedischer Lapphund (FCI 135)
- Finnischer Lapphund (FCI 189)
- Norwegischer Buhund (FCI 237)
- Lappländischer Rentierhund (FCI 284)
- Islandhund (FCI 289)